# しっぴき
しっぴきは、陶芸の道具の一つ。轆轤成型の終わった素地を轆轤から切り離すために用いる切り糸の一種。

## 素材
しっぴきの素材は、昔は馬の尻尾や藁を撚って使用された。現在は、タコ糸や水糸など様々なものが用いられている。

## 形状
糸の片方に持ち手のあるものが多い。両方にもち手のあるものは、切り糸と呼ばれるが、轆轤上で用いられる「しっぴき」ではない。

## 語源
「しっぴき」は、瀬戸地方の尻を引くという言葉の転化といわれる。

## 使用方法
回転方向と反対の手で持ち手になるほうを持ち、素地の高台になる部分より下の粘土に糸をあて、糸が一回転したところで持ち手を水平に引くと粘土から成型した素地が切り離される。